# 希里沟镇
希里沟镇，是中华人民共和国青海省海西蒙古族藏族自治州乌兰县下辖的一个乡镇级行政单位。

## 行政区划
希里沟镇下辖以下地区：
城东社区、城中社区、城西社区、东庄村、西庄村、北庄村和河东村。

## 交通
青藏铁路：乌兰站